# Pariphimedia incisa
Pariphimedia incisa is een vlokreeftensoort uit de familie van de Iphimediidae. De wetenschappelijke naam van de soort is voor het eerst geldig gepubliceerd in 1985 door Andres.